# Carmelo Amenta
Carmelo Amenta (Milano, 5 agosto 1918 – La Spezia, 19 agosto 1990) è stato un calciatore italiano, di ruolo difensore.

## Carriera
Inizia la sua carriera a Tortona con il Derthona.
Debutta in Serie B nel campionato 1942-1943 con lo Spezia, disputando 27 gare.
Dopo aver disputato e vinto il Campionato Alta Italia 1944 con i Vigili del Fuoco La Spezia, nel dopoguerra gioca in Divisione Nazionale 1945-1946 con la Salernitana.
Torna infine allo Spezia dove gioca per altri tre anni in Serie B collezionando 91 presenze e 4 reti.

## Palmarès

### Club

#### Competizioni nazionali
- Campionato Alta Italia: 1

VV.FF. Spezia: 1943-1944